# 구본아
구본아(1990년 10월 17일 ~ )는 대한민국의 연합뉴스TV 뉴스의 기상캐스터로 활동했다

## 학력
- 성신여자대학교 일어일문학과 미디어커뮤니케이션학과

## 경력
- 연합뉴스TV 기상캐스터 2015년 9월 ~ 2024년